# Arvieu
Ne doit pas être confondu avec Arvieux ou Avrieux.
Arvieu est une commune française, située dans le département de l'Aveyron, en région Occitanie.
Le patrimoine architectural de la commune comprend un immeuble protégé au titre des monuments historiques : l'église Notre-Dame d'Aures d'Arvieu, inscrite en 2004.

## Géographie

### Généralités
Dans le centre du département de l'Aveyron, la commune d'Arvieu, située sur le haut plateau du Lévézou, s'étend sur 46,91 km2. Elle est arrosée par le Vioulou et par le Céor, deux affluents du Viaur. En limite nord-est du territoire communal, le Vioulou est retenu au barrage de Pareloup (partagé avec la commune de Canet-de-Salars) formant le lac de Pareloup de plus de 12 km2, dont une partie importante fait partie de la commune d'Arvieu.
L'altitude minimale, 606 mètres, se trouve localisée à l'extrême ouest, près du lieu-dit le Puech d'Espinous, là où le ruisseau du Lagast — affluent du Céor — quitte la commune et entre sur celle de Salmiech. L'altitude maximale avec 929 mètres se situe au sud-est, au réservoir d’eau de Bonneviale.
Traversé par la route départementale (RD) 56, le bourg d'Arvieu est situé à 19 kilomètres au sud-sud-est de Rodez.
La commune est également desservie par les RD 82 et 577.

### Communes limitrophes
Arvieu est limitrophe de six autres communes.
Les communes limitrophes sont  Alrance, Auriac-Lagast, Canet-de-Salars, Salles-Curan, Salmiech et Trémouilles.
|               | Trémouilles | Canet-de-Salars |
| Salmiech      | Arvieu      |                 |
| Auriac-Lagast | Alrance     | Salles-Curan    |

### Hydrographie

#### Réseau hydrographique

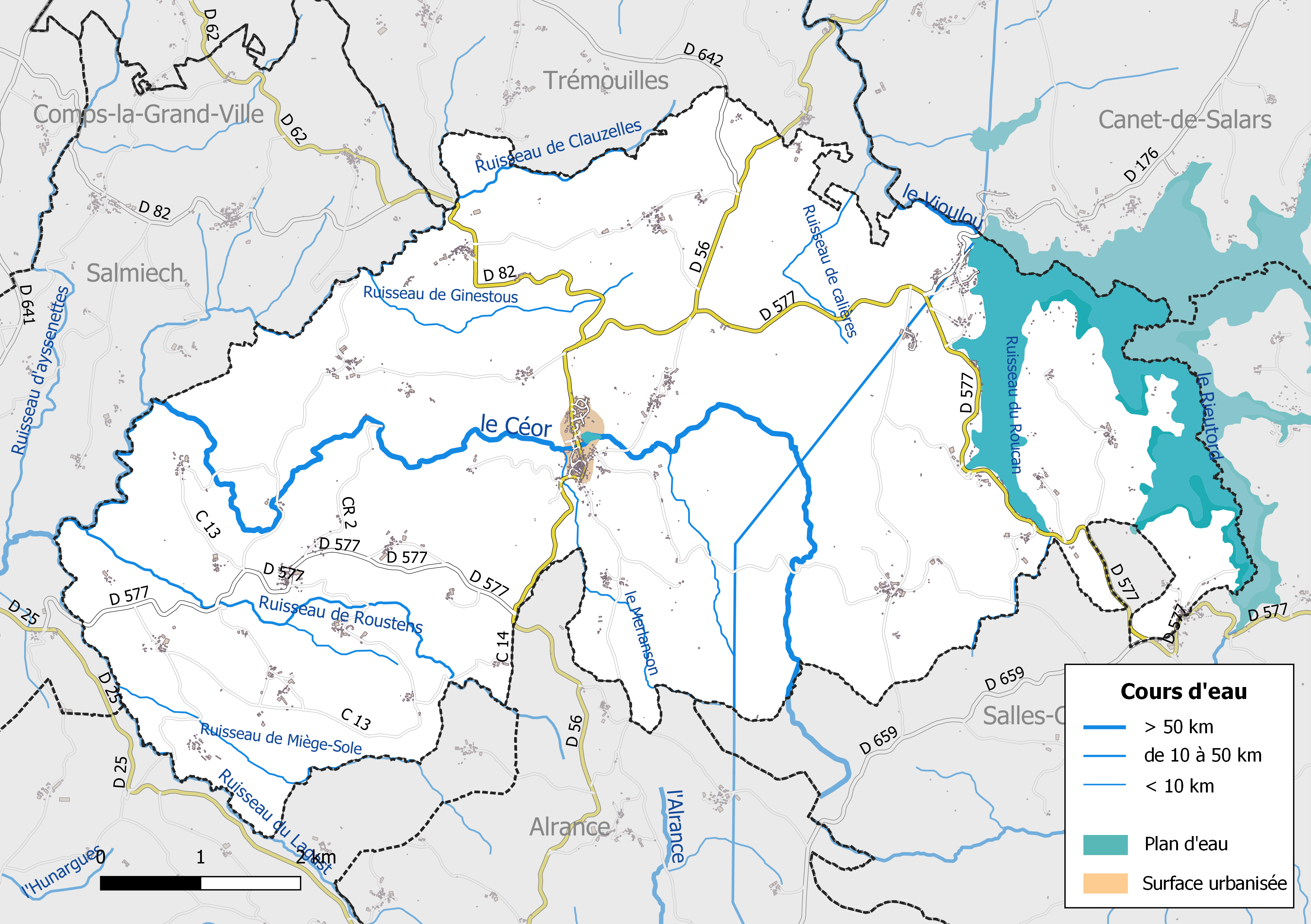
Réseaux hydrographique et routier d'Arvieu.

La commune est drainée par le Céor, le Vioulou, le Rieutord, le ruisseau de Clauzelles, le ruisseau de Roustens, le ruisseau du Lagast, le Merlanson, le ruisseau de Calières, le ruisseau de Ginestous, le ruisseau de Miège-Sole, le ruisseau du Roucan et par divers autres petits cours d'eau.
Le Céor, d'une longueur totale de 55,8 km, prend sa source dans la commune de Salles-Curan et se jette  dans le Viaur à Saint-Just-sur-Viaur, après avoir arrosé 8 communes.
Le Vioulou, d'une longueur totale de 33,1 km, prend sa source dans la commune de Castelnau-Pégayrols et se jette  dans le Viaur à Trémouilles, après avoir arrosé 9 communes.
Le Rieutord, d'une longueur totale de 10,3 km, prend sa source dans la commune de Salles-Curan et se jette  dans le Vioulou à Canet-de-Salars, après avoir arrosé 4 communes.

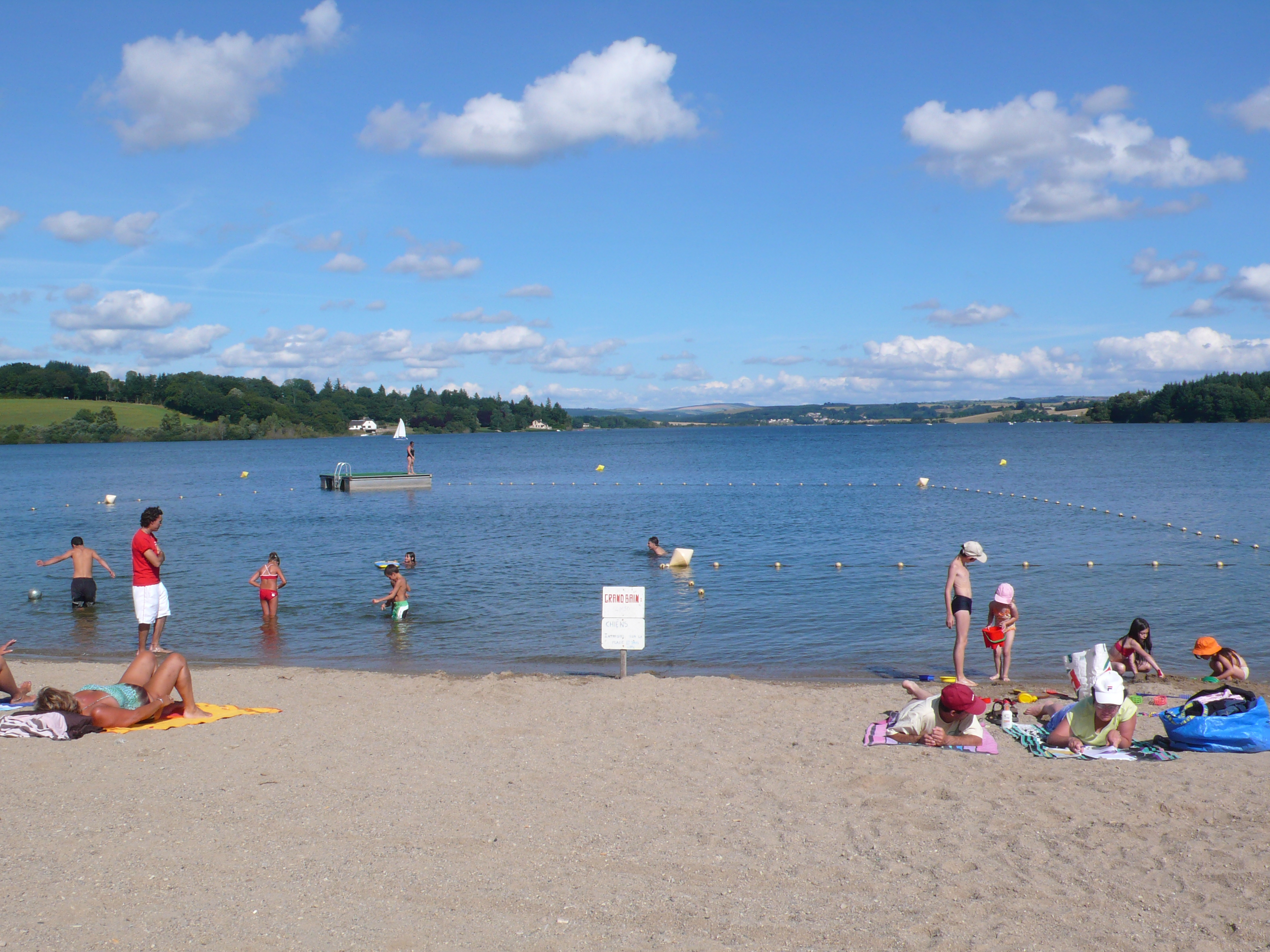
La plage d'Arvieu-Pareloup.

Le lac de Pareloup complète le réseau hydrographique et fait partie de l'ensemble dit des lacs du Lévézou. Il est la 5e plus grande retenue d'eau artificielle de France et la deuxième du sud de la France. Il présente deux plages aménagées, la plage de Pareloup et la plage des Vernhes,.

#### Gestion des cours d'eau
Afin d’atteindre le bon état des eaux imposé par la Directive-cadre sur l'eau du 23 octobre 2000, plusieurs outils de gestion intégrée s’articulent à différentes échelles pour définir et mettre en œuvre un programme d’actions de réhabilitation et de gestion des milieux aquatiques : le SDAGE (Schéma directeur d'aménagement et de gestion des eaux), à l’échelle du bassin hydrographique, et le SAGE (Schéma d'aménagement et de gestion des eaux), à l’échelle locale. Ce dernier fixe les objectifs généraux d’utilisation, de mise en valeur et de protection quantitative et qualitative des ressources en eau superficielle et souterraine. Trois SAGE sont mis en oeuvre dans le département de l'Aveyron.
La commune fait partie du SAGE du bassin versant du Viaur, approuvé le 28 mars 2018, au sein du SDAGE Adour-Garonne. Le périmètre de ce SAGE couvre 89 communes, sur trois départements (Aveyron, Tarn et Tarn-et-Garonne),. Le pilotage et l’animation du SAGE sont assurés par l’établissement public d'aménagement et de gestion des eaux (EPAGE) du bassin du Viaur, une structure qui regroupe les établissements publics de coopération intercommunale à fiscalité propre (EPCI-FP) dont le territoire est inclus (en totalité ou partiellement) dans le bassin hydrographique du Viaur et les structures gestionnaires de l’alimentation en eau potable des populations et qui disposent d’une ressource sur le bassin versant du Viaur. Il correspond à l’ancien syndicat mixte du Bassin versant du Viaur,.

### Climat
Pour des articles plus généraux, voir Climat de l'Occitanie et Climat de l'Aveyron.
En 2010, le climat de la commune est de type climat océanique altéré, selon une étude s'appuyant sur une série de données couvrant la période 1971-2000. En 2020, Météo-France publie une typologie des climats de la France métropolitaine dans laquelle la commune est exposée à un climat de montagne et est dans la région climatique Sud-est du Massif Central, caractérisée par une pluviométrie annuelle de 1 000 à 1 500 mm, minimale en été, maximale en automne.
Pour la période 1971-2000, la température annuelle moyenne est de 10,2 °C, avec une amplitude thermique annuelle de 15,7 °C. Le cumul annuel moyen de précipitations est de 1 053 mm, avec 11,5 jours de précipitations en janvier et 6,2 jours en juillet. Pour la période 1991-2020, la température moyenne annuelle observée sur la station météorologique la plus proche, située sur la commune de Canet-de-Salars à 9 km à vol d'oiseau, est de 10,2 °C et le cumul annuel moyen de précipitations est de 971,8 mm,. Pour l'avenir, les paramètres climatiques de la commune estimés pour 2050 selon différents scénarios d'émission de gaz à effet de serre sont consultables sur un site dédié publié par Météo-France en novembre 2022.

## Urbanisme

### Typologie
Au 1er janvier 2024, Arvieu est catégorisée commune rurale à habitat très dispersé, selon la nouvelle grille communale de densité à 7 niveaux définie par l'Insee en 2022.
Elle est située hors unité urbaine et hors attraction des villes,.
La commune, bordée par un plan d’eau intérieur d’une superficie supérieure à 1 000 hectares, le lac de Pareloup, est également une commune littorale au sens de la loi du 3 janvier 1986, dite loi littoral. Des dispositions spécifiques d’urbanisme s’y appliquent dès lors afin de préserver les espaces naturels, les sites, les paysages et l’équilibre écologique du littoral, tel le principe d'inconstructibilité, en dehors des espaces urbanisés, sur la bande littorale des 100 mètres, ou plus si le plan local d’urbanisme le prévoit.

### Villages, hameaux et lieux-dits

Carte du cadastre de la commune d'Arvieu.

La commune d'Arvieu possède plusieurs villages et de nombreux hameaux et lieux-dits :
- Arvieu, Aurifeuille, la Brauge, Font Bonne, les Auglanes, Ginestous, le Mas Roux Bas, le Mas Roux Haut, Galinières, Girman Bas et Girman Haut
- Dours, Dournets, Pauhle Rouby, le Rueillou, et le Fau de Dours
- Clauzelles, le Bosc, le Puech de Clauzelles, le Puech Granier et Clauzellou
- Caplongue, le Puech-Grimal Haut, le Puech-Grimal Bas, Espinous, Espinouset, le Puech d'Espinous, Beauregard, le Ventajou, le Moulin de la Gineste, Montginoux, les Cazals, la Gineste, le Bès, le Moulin de Cazottes, le Pouget, Bellevue, Sérieux, Grélac, le Besset, le Besset Haut et la Calmette
- Notre-Dame d'Aures, Pareloup, Fouletiès, Trédos Haut, Trédos, Trédos Bas, la Luminière, le Mas-Vayssettes et le Coutal
- Saint-Martin des Faux (village partagé avec la commune de Salles-Curan), Lalic, la Plane, Cayras, Cayras Bas, le Puech de Routaboul, les Combes, le Claux et Routaboul
- Bonneviale, le Périé, les Rials et le Rhan

## Toponymie
Le nom du lieu est attesté sous la forme Artvivo en 901.
Arvien en 1793, Azvieu en 1801.

## Histoire
De nombreux vestiges gallo-romains ont été découverts sur la commune.
Au XVIe siècle, le village est assiégé.
Au XVIIIe siècle, la famille de Vigouroux, originaire de Rodez, achète la seigneurie d'Arvieu. Ses armes portent d'azur à la croix pattée d'or.
En 1793, le village est attaqué par une troupe de contre-révolutionnaires issue de l'ancienne armée de Charrié et qui se cache dans la forêt des Palanges. L'habitation du citoyen Bonnefous, principal bourgeois du village, est pillée. Plusieurs personnes sont accusées de soutien aux assaillants.
En 1830, les communes d'Aurez, de Bonneviale, Caplongue, Clauzelle, Dours, Espinous, Puech-Grimal et Le Ventajou, sont réunies à Arvieu.

## Politique et administration

### Liste des maires

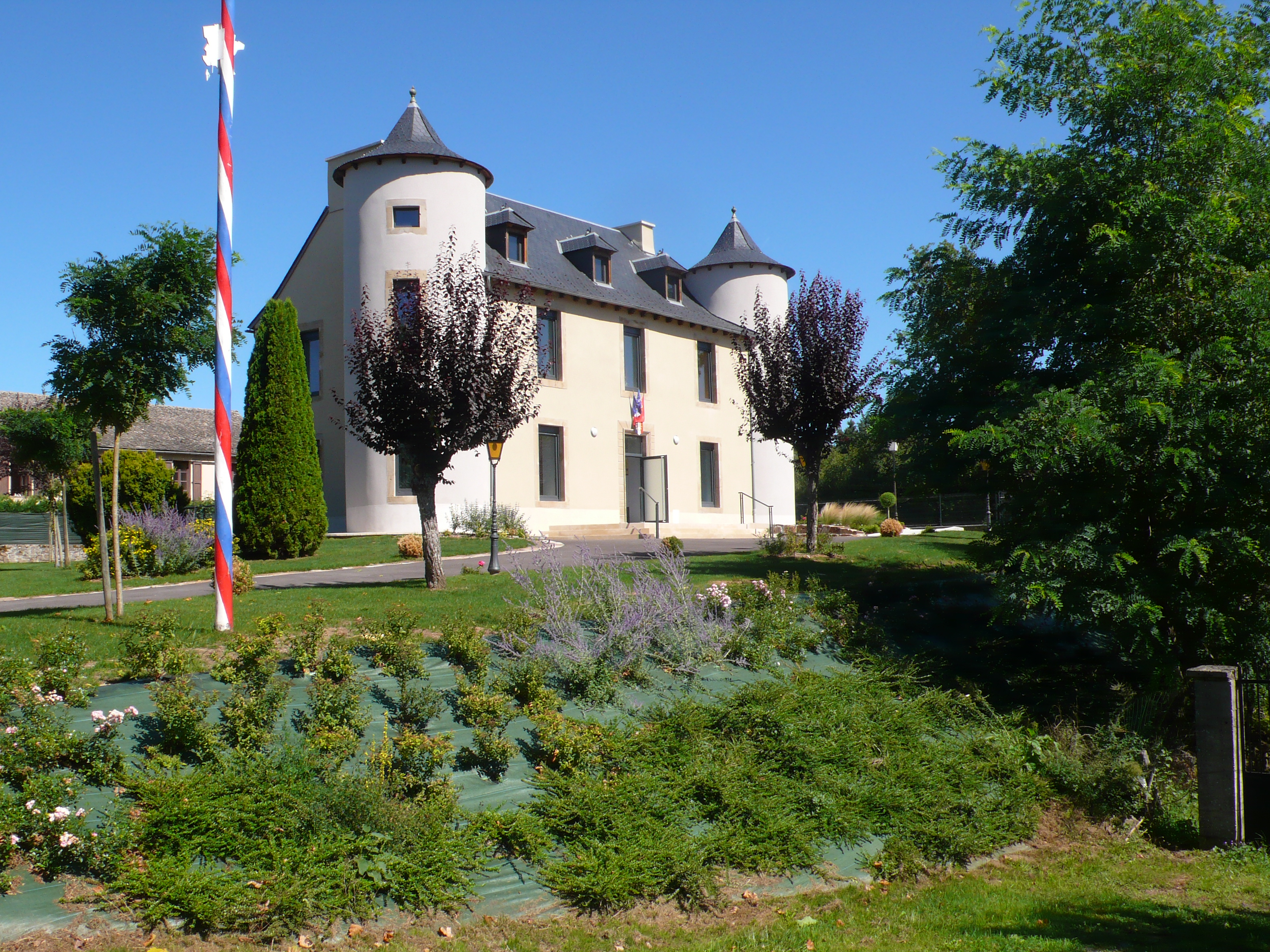
La mairie en 2015.

| Période                                  | Période  | Identité            | Étiquette | Qualité              |
| ---------------------------------------- | -------- | ------------------- | --------- | -------------------- |
| Les données manquantes sont à compléter. |          |                     |           |                      |
|                                          |          |                     |           |                      |
| 1904                                     | 1913     | Hippolyte Bonnefous |           | Propriétaire         |
| 1913                                     | 1929     | Victor Espinasse    |           | Propriétaire         |
| 1929                                     | 1935     | Hervé Canac         |           | Propriétaire         |
| 1935                                     | 1941     | Justin Fabié        |           | Propriétaire         |
| 1941                                     | 1945     | Victor Boudes       |           | Propriétaire         |
| 1945                                     | 1950     | Justin Mai          |           | Négociant            |
| 1950                                     | 1965     | Ernest Thubières    |           | Agriculteur          |
| 1965                                     | 1983     | Raymond Almès       | DVD       | Commerçant           |
| 1983                                     | 1995     | Léonce Terral       | SE        | Agriculteur          |
| 1995                                     | 2008     | Raymond Vayssettes  | DVD       | Agriculteur          |
| 2008                                     | 2014     | Claudine Bru        | SE        | Agricultrice         |
| 2014                                     | 2020     | Gilles Bounhol      | LREM      | Artisan couvreur     |
| 2020                                     | En cours | Guy Lacan           |           | Agriculteur retraité |

## Population et société

### Démographie
L'évolution du nombre d'habitants est connue à travers les recensements de la population effectués dans la commune depuis 1793. Pour les communes de moins de 10 000 habitants, une enquête de recensement portant sur toute la population est réalisée tous les cinq ans, les populations de référence des années intermédiaires étant quant à elles estimées par interpolation ou extrapolation. Pour la commune, le premier recensement exhaustif entrant dans le cadre du nouveau dispositif a été réalisé en 2008.

En 2022, la commune comptait 765 habitants, en évolution de −2,55 % par rapport à 2016 (Aveyron : +0,37 %, France hors Mayotte : +2,11 %).
| 1793  | 1800 | 1806  | 1821  | 1831  | 1836  | 1841  | 1846  | 1851  |
| ----- | ---- | ----- | ----- | ----- | ----- | ----- | ----- | ----- |
| 1 247 | 722  | 1 029 | 1 314 | 1 480 | 1 677 | 1 661 | 1 589 | 1 559 |

| 1856  | 1861  | 1866  | 1872  | 1876  | 1881  | 1886  | 1891  | 1896  |
| ----- | ----- | ----- | ----- | ----- | ----- | ----- | ----- | ----- |
| 1 587 | 1 572 | 1 567 | 1 543 | 1 538 | 1 533 | 1 516 | 1 437 | 1 580 |

| 1901  | 1906  | 1911  | 1921  | 1926  | 1931  | 1936  | 1946  | 1954  |
| ----- | ----- | ----- | ----- | ----- | ----- | ----- | ----- | ----- |
| 1 630 | 1 609 | 1 659 | 1 444 | 1 526 | 1 525 | 1 466 | 1 415 | 1 394 |

| 1962  | 1968  | 1975  | 1982  | 1990 | 1999 | 2006 | 2008 | 2013 |
| ----- | ----- | ----- | ----- | ---- | ---- | ---- | ---- | ---- |
| 1 282 | 1 234 | 1 093 | 1 082 | 925  | 880  | 865  | 861  | 797  |

| 2018 | 2022 | - | - | - | - | - | - | - |
| ---- | ---- | - | - | - | - | - | - | - |
| 782  | 765  | - | - | - | - | - | - | - |

## Économie

### Revenus
En 2018  (données Insee publiées en septembre 2021), la commune compte 343 ménages fiscaux, regroupant 750 personnes. La médiane du revenu disponible par unité de consommation est de 20 410 € (20 640 € dans le département).

### Emploi
| Division       | 2008  | 2013  | 2018  |
| -------------- | ----- | ----- | ----- |
| Commune        | 1,8 % | 3,8 % | 3,8 % |
| Département    | 5,4 % | 7,1 % | 7,1 % |
| France entière | 8,3 % | 10 %  | 10 %  |

En 2018, la population âgée de 15 à 64 ans s'élève à 449 personnes, parmi lesquelles on compte 74,8 % d'actifs (71 % ayant un emploi et 3,8 % de chômeurs) et 25,2 % d'inactifs,. Depuis 2008, le taux de chômage communal (au sens du recensement) des 15-64 ans est inférieur à celui de la France et du département.
La commune est hors attraction des villes,. Elle compte 280 emplois en 2018, contre 258 en 2013 et 250 en 2008. Le nombre d'actifs ayant un emploi résidant dans la commune est de 329, soit un indicateur de concentration d'emploi de 85,1 % et un taux d'activité parmi les 15 ans ou plus de 50 %.
Sur ces 329 actifs de 15 ans ou plus ayant un emploi, 182 travaillent dans la commune, soit 55 % des habitants. Pour se rendre au travail, 65,3 % des habitants utilisent un véhicule personnel ou de fonction à quatre roues, 0,6 % les transports en commun, 18,2 % s'y rendent en deux-roues, à vélo ou à pied et 15,8 % n'ont pas besoin de transport (travail au domicile).

### Activités hors agriculture

#### Secteurs d'activités
82 établissements sont implantés  à Arvieu au 31 décembre 2019. Le tableau ci-dessous en détaille le nombre par secteur d'activité et compare les ratios avec ceux du département,.
| Secteur d'activité                                                                                        | Commune | Commune | Département |
| Secteur d'activité                                                                                        | Nombre  | %       | %           |
| --- | ------- | ------- | ----------- |
| Ensemble                                                                                                  | 82      | 100 %   | (100 %)     |
| Industrie manufacturière, industries extractives et autres                                                | 25      | 30,5 %  | (17,7 %)    |
| Construction                                                                                              | 15      | 18,3 %  | (13 %)      |
| Commerce de gros et de détail, transports, hébergement et restauration                                    | 25      | 30,5 %  | (27,5 %)    |
| Information et communication                                                                              | 1       | 1,2 %   | (1,5 %)     |
| Activités financières et d'assurance                                                                      | 3       | 3,7 %   | (3,4 %)     |
| Activités immobilières                                                                                    | 4       | 4,9 %   | (4,2 %)     |
| Activités spécialisées, scientifiques et techniques et activités de services administratifs et de soutien | 4       | 4,9 %   | (12,4 %)    |
| Administration publique, enseignement, santé humaine et action sociale                                    | 4       | 4,9 %   | (12,7 %)    |
| Autres activités de services                                                                              | 1       | 1,2 %   | (7,8 %)     |

Le secteur du commerce de gros et de détail, des transports, de l'hébergement et de la restauration est prépondérant sur la commune puisqu'il représente 30,5 % du nombre total d'établissements de la commune (25 sur les 82 entreprises implantées  à Arvieu), contre 27,5 % au niveau départemental.

#### Entreprises
Les trois entreprises ayant leur siège social sur le territoire communal qui génèrent le plus de chiffre d'affaires en 2020 sont : 
- Laetis Creations Multimedias, programmation informatique (822 k€)
- Pierre Et Mabel, élevage d'autres bovins et de buffles (28 k€)
- Capwatt, production d'électricité (11 k€)

L'ensemble du cœur de village est depuis 2019 une zone d'activités numériques : « Le Jardin », regroupant plusieurs activités et services : la société SCOP Laëtis, l’espace de coworking, la pépinière d'entreprises, la maison France Services, la salle des Tilleuls (cinéma, spectacle, concert, théâtre, conférence, séminaire ...), le pôle culturel « Le Cantou », l’agence postale, le bureau d'informations touristiques, le réseau de chaleur bois et plusieurs salles de réunion.
La commune mène un projet « Arvieu 2020 » favorisant l'installation de population sur son territoire.
La commune est dotée des principaux commerces : boulangerie, boucherie, épicerie, primeurs, tabac-presse, six restaurants, garage, fleuriste, magasins de bricolage. Elle compte aussi de nombreux services : école, maison petite enfance, équipements sportifs et culturels, agence postale, station-service, bureau d’informations touristiques, espace de santé, salle des fêtes.
Plus de quinze artisans tous corps de métiers sont présents sur la commune, ainsi qu’une trentaine d’exploitations agricoles, dont plusieurs proposent leurs produits locaux en vente directe (volaille, yaourt, bière, viande, etc.).
Le marché se tient le mercredi matin en juillet et en août dans le centre du village.
La carrière d’Arvieu est la principale exploitation minière en France pour l’amphibole, transformée sur place en gravillon routier.

### Agriculture

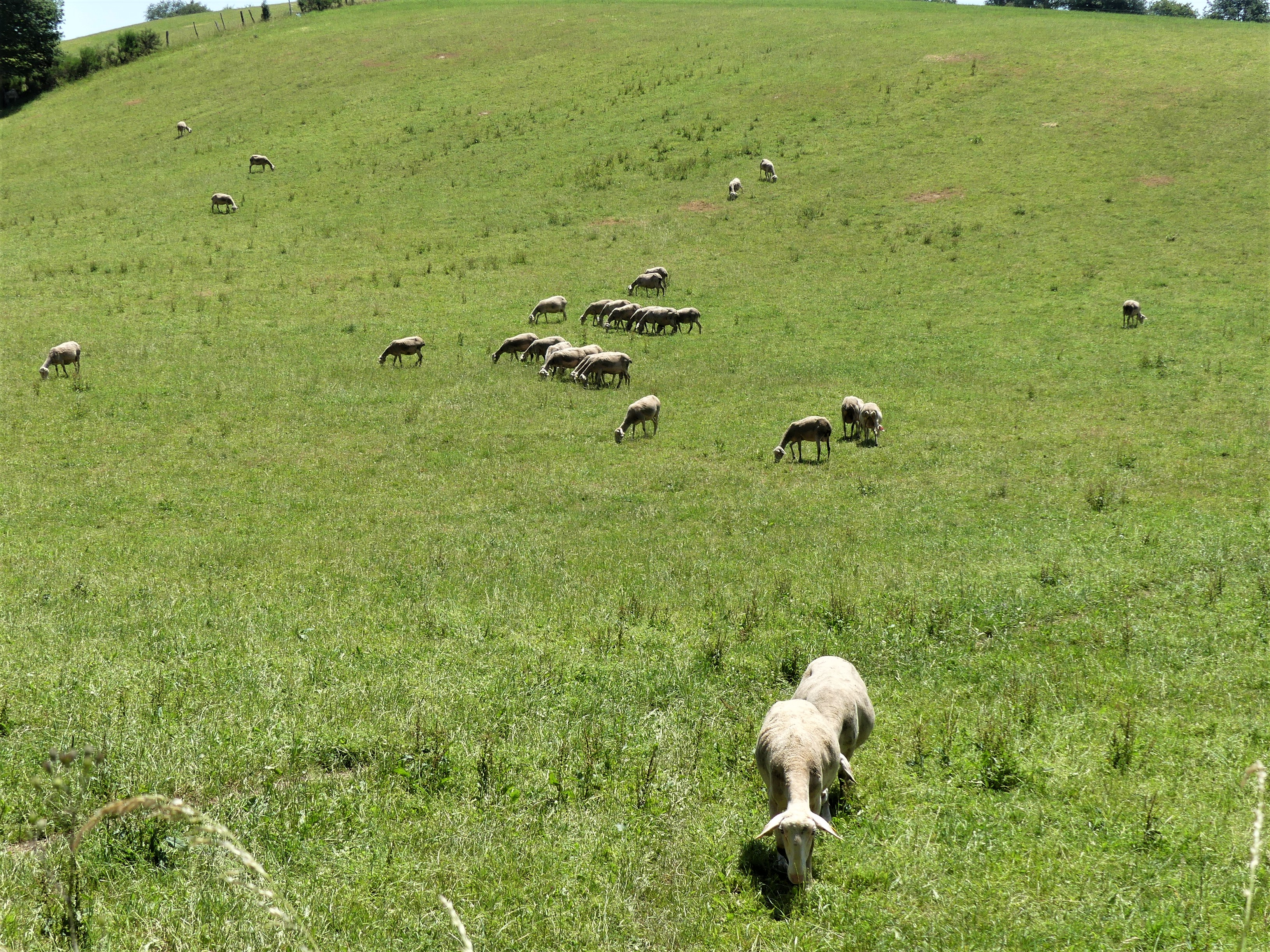
Brebis entre la Plane et les Combes.

La commune est dans le Segala, une petite région agricole occupant l'ouest du département de l'Aveyron. En 2020, l'orientation technico-économique de l'agriculture  sur la commune est l'élevage d'ovins ou de caprins.
|               | 1988  | 2000  | 2010  | 2020  |
| ------------- | ----- | ----- | ----- | ----- |
| Exploitations | 117   | 98    | 89    | 80    |
| SAU (ha)      | 4 145 | 4 427 | 4 708 | 4 836 |

Le nombre d'exploitations agricoles en activité et ayant leur siège dans la commune est passé de 117 lors du recensement agricole de 1988  à 98 en 2000 puis à 89 en 2010 et enfin à 80 en 2020, soit une baisse de 32 % en 32 ans. Le même mouvement est observé à l'échelle du département qui a perdu pendant cette période 51 % de ses exploitations,. La surface agricole utilisée sur la commune a quant à elle augmenté, passant de 4 145 ha en 1988 à 4 836 ha en 2020. Parallèlement la surface agricole utilisée moyenne par exploitation a augmenté, passant de 35 à 60 ha.

### Tourisme
La capacité d’hébergement de la commune est importante avec trois hôtels, deux campings et de nombreuses locations meublées.
La plage d’Arvieu-Pareloup, située au bord du lac de Pareloup est dotée d’une plage surveillée et d’un poste de secours en été. Près de la plage se situent des terrains de jeux (pétanque, beach-volley), un port de plaisance, une rampe de mise à l’eau, un centre nautique et sportif (aviron, canoë, pédalo, paddle, voile, handisport) et un centre d’hébergement municipal.
Un bureau d’informations touristiques est ouvert toute l’année au village d’Arvieu (agence postale) et en juillet-août à la plage d’Arvieu-Pareloup.

## Culture locale et patrimoine

### Lieux et monuments

#### Édifices civils
- Ancien couvent (pépinière d’entreprise actuelle)
- Château Saint-Louis (mairie actuelle)
- Château du Montfranc (privé)

#### Édifices religieux
- Église Notre-Dame d'Aures (ou d'Aurès) des XIIe, XVe et XVIe siècles, inscrite au titre des monuments historiques en 2004[37].
  - Statue de sainte Foy du XVe siècle en pierre polychrome, classée au titre des monuments historiques en 1938[38].
- Église Saint-Amans d'Arvieu.
- Église Saint-Saturnin de Caplongue.
- Église Saint-André de Clauzelles.

Le village de Saint-Martin des Faux, partagé avec la commune de Salles-Curan, a son église située sur cette commune voisine, à dix mètres du territoire d'Arvieu.

### Sites naturels
- Le rocher du Diable et la tourbière des Founs, zone humide à la faune et à la flore rare, avec son parcours pédagogique et pastoral aménagé.
- Le sentier botanique, mis en place de juin à septembre.
- La plage d'Arvieu-Pareloup, au bord du lac de Pareloup.
- De nombreux sentiers de petites randonnées sont disponibles sur la commune.

### Patrimoine culturel

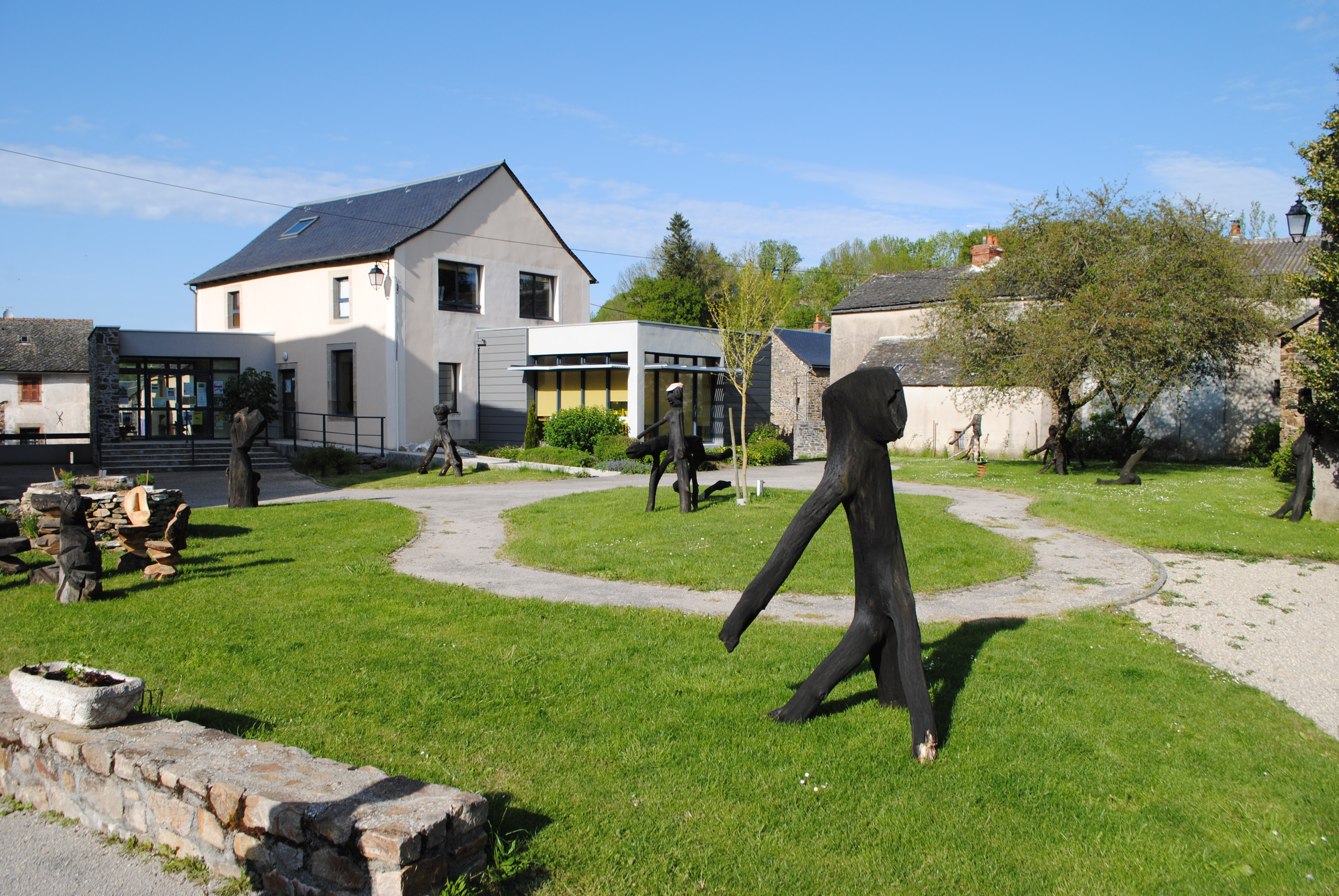
Le Cantou.

Le pôle culturel Le Cantou héberge la médiathèque, la cyber-base, l’espace d'exposition, le bureau d’information touristique, l’agence postale, le service aux associations et la Maison « France Services ».

### Personnalités liées à la commune
- Jean Dupin[39], une dizaine de romans sur le Lévézou, originaire du village d'Arvieu.
- Joël Serin, ancien secrétaire de mairie, ancien conseiller municipal et écrivain.
- Henri Grimal, né à Arvieu en 1910, universitaire et historien.

### Héraldique
Pour un article plus général, voir Armorial des communes de l'Aveyron.
| Blason de Arvieu | Blason  | Taillé : au 1er d'azur à la croix de Malte d'or, au 2e de gueules au lion d'argent. |
| Blason de Arvieu | Détails | Le statut officiel du blason reste à déterminer.                                    |

### Photothèque

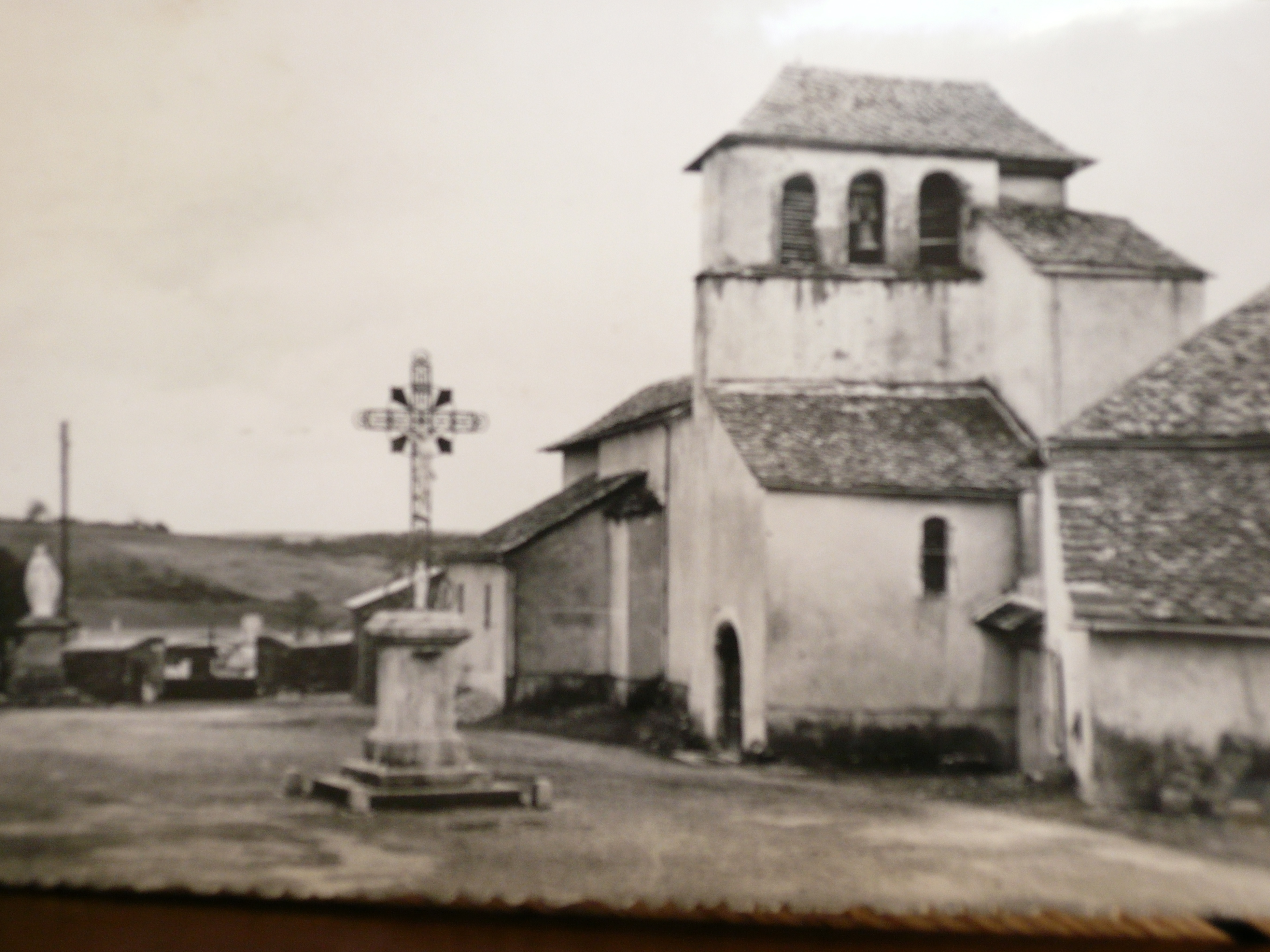
L'église Notre-Dame d'Aures.
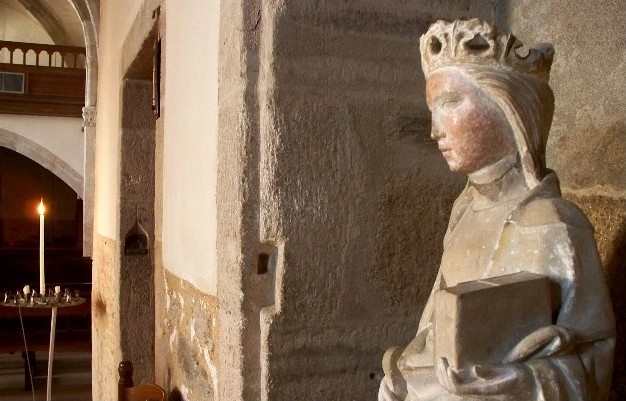
La statue de sainte Foy.
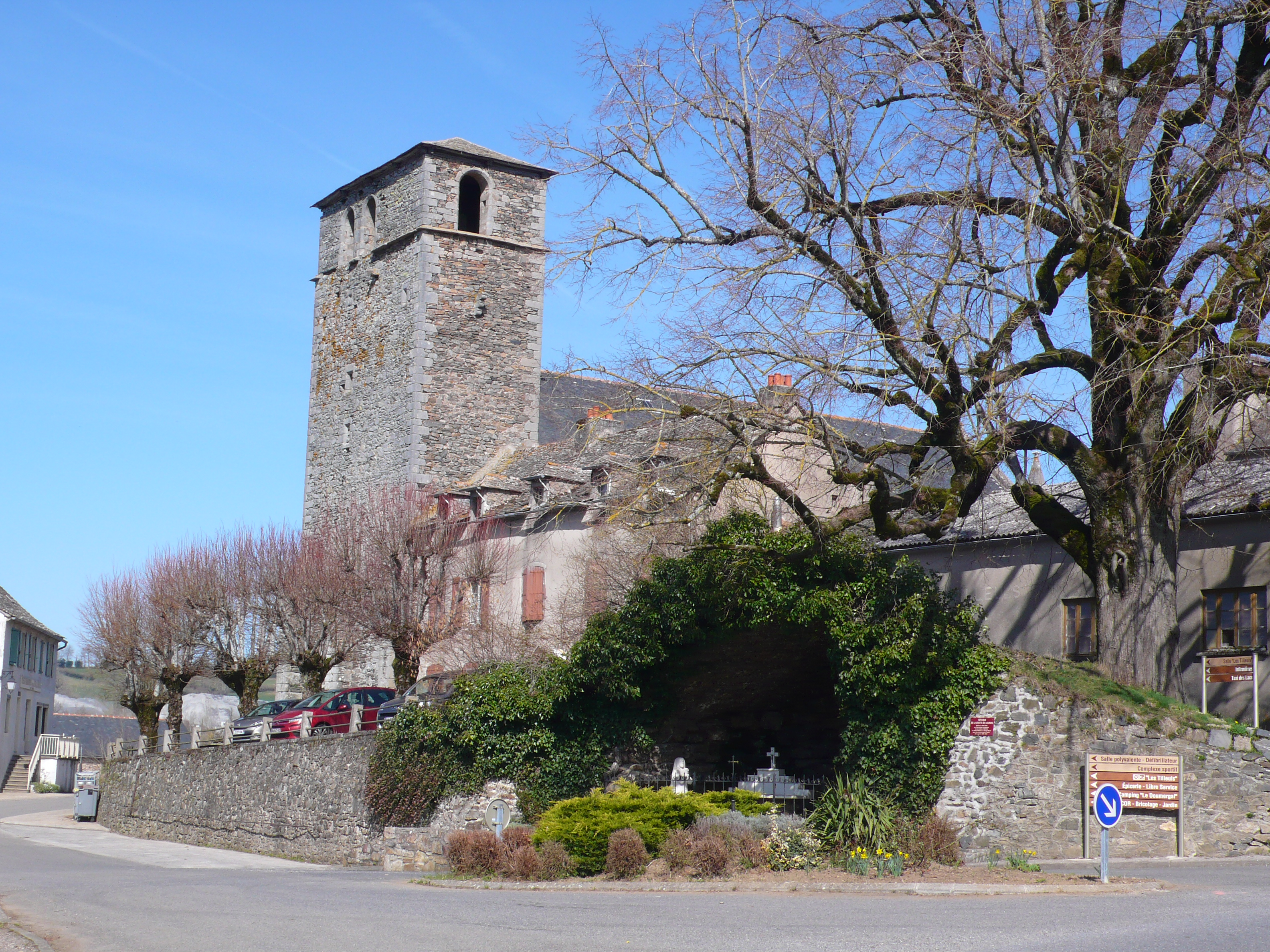
L'église Saint-Amans d'Arvieu.
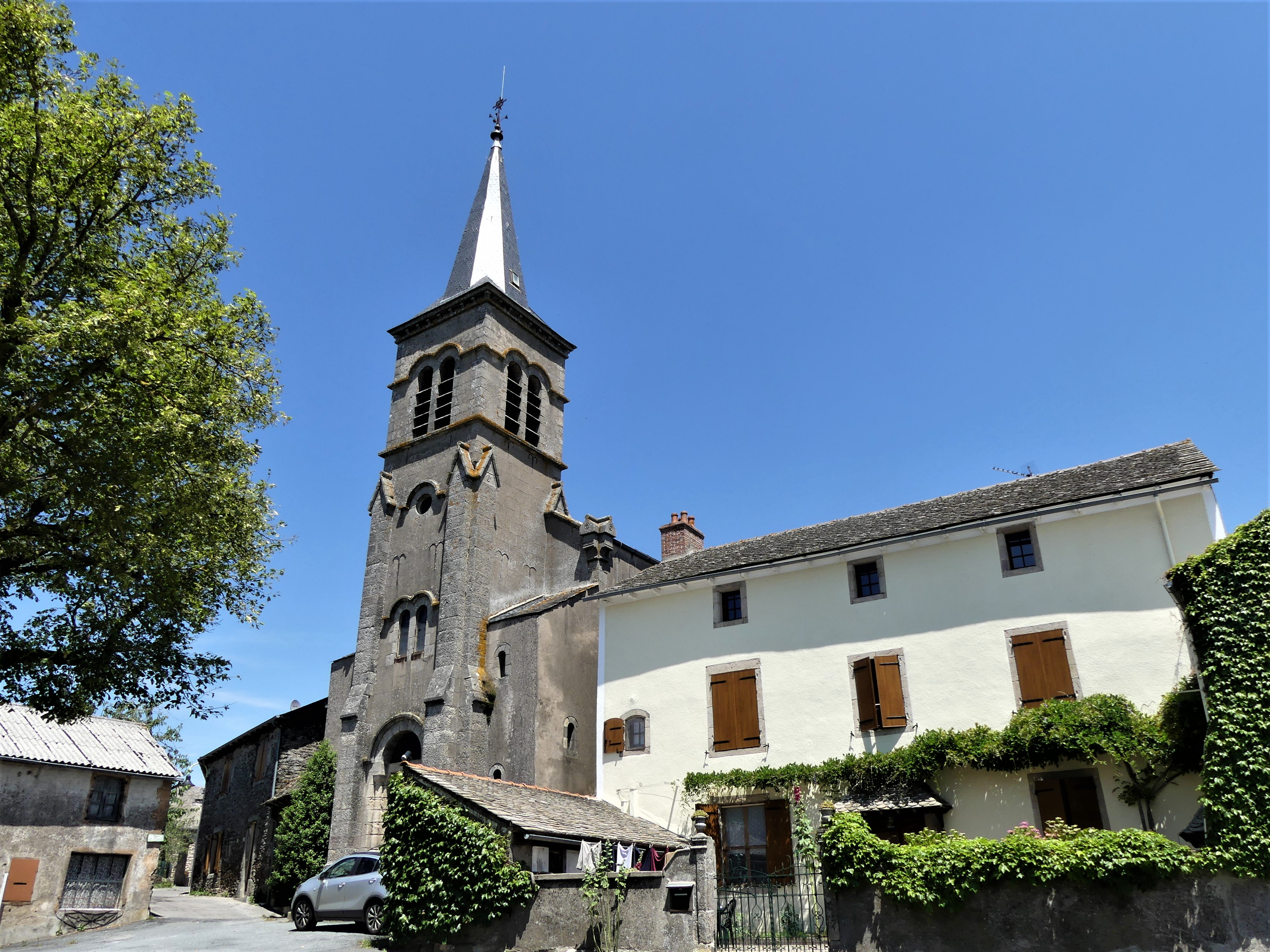
L'église Saint-Saturnin de Caplongue.
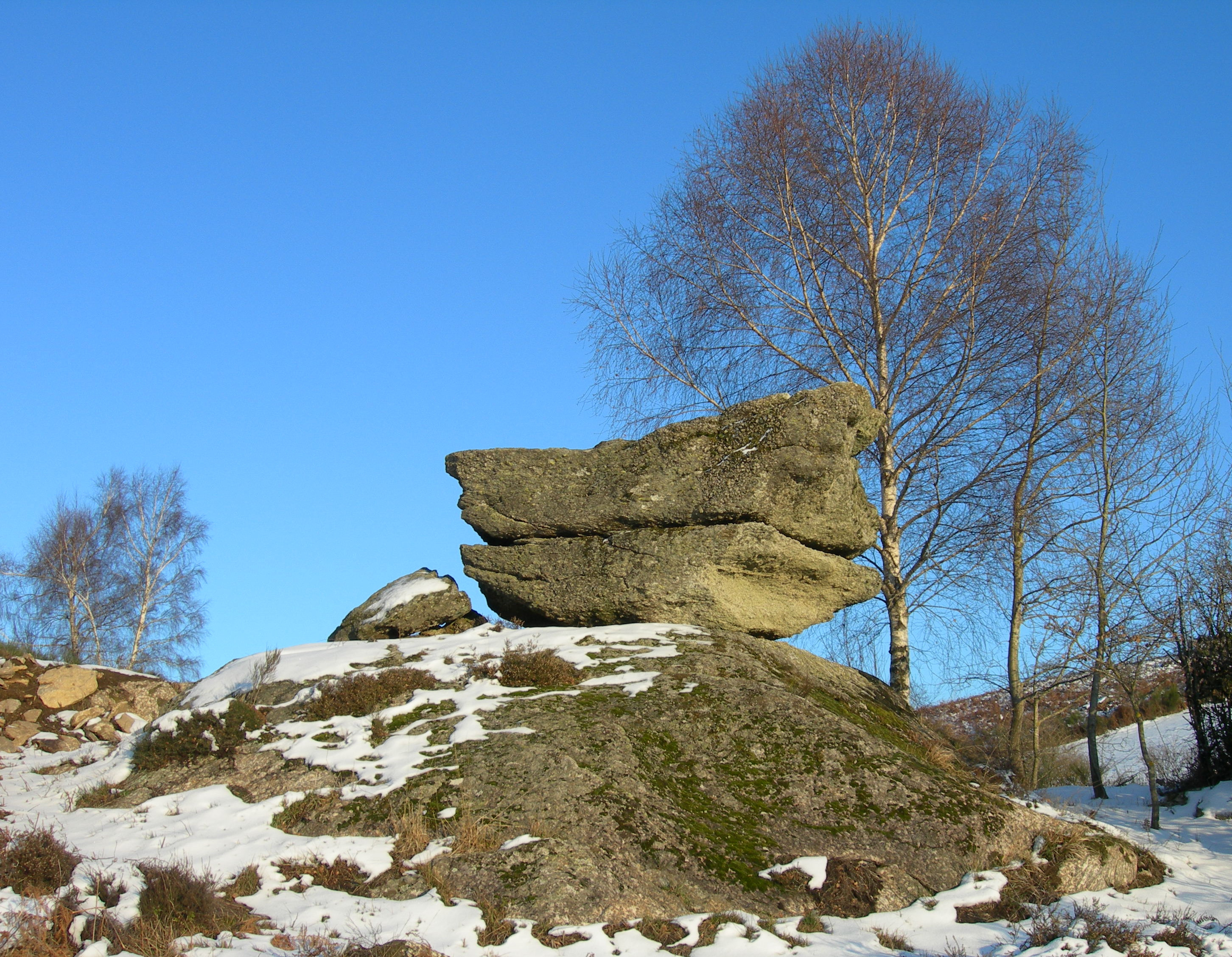
Les rochers du Diable.